# Блел
Блел (фр. Blesle) насеље је и општина у централној Француској у региону Оверња, у департману Горња Лоара која припада префектури Бријуд.
По подацима из 2011. године у општини је живело 624 становника, а густина насељености је износила 20,94 становника/km². Општина се простире на површини од 29,8 km². Налази се на средњој надморској висини од 499 метара (максималној 875 m, а минималној 472 m).

## Демографија
| 1962. | 1968. | 1975. | 1982. | 1990. | 1999. | 2011. |
| ----- | ----- | ----- | ----- | ----- | ----- | ----- |
| 837   | 847   | 832   | 824   | 703   | 660   | 624   |

График промене броја становника у току последњих година